# Limicolavis pluvianella
Limicolavis pluvianella — викопний вид сивкоподібних птахів родини сивкових (Charadriidae) (за іншими даними мартинових (Laridae)). Вид існував в олігоцені в Північній Америці. Описаний по рештках правого тибіотарсуса, що знайдені у штаті Орегон, США.

## Оригінальна публікація
- R. W. Shufeldt. 1915. Fossil birds in the Marsh Collection of Yale University. Transactions of the Connecticut Academy of Arts and Sciences 19:1-110